# PCManFM
PCMan File Manager  (PCManFM) es una aplicación de gestión de archivos desarrollado por Hong Jen Yee de Taiwán, que pretende ser un sustituto de Nautilus, Konqueror y Thunar. Publicado bajo la Licencia Pública General GNU, PCManFM es software libre y el administrador de archivos estándar de LXDE, que también es desarrollado por el mismo autor en colaboración con otros desarrolladores.
PCManFM está destinado a seguir las especificaciones dadas por Freedesktop.org para la interoperabilidad en el software libre.
Insatisfecho con GTK 3, Hong Jen Yee experimentó con Qt a principios de 2013 y liberó la primera versión de PCManFM basada en Qt el 26 de marzo de ese año. Aclaró, sin embargo, que esto no significa el abandono de GTK en LXDE, diciendo "las versiones Gtk+ y Qt coexistirán".

## Características
Las características de PCManFM incluyen:
- Uso del sistema de manejo de ficheros en GVFS con acceso sin interrupciones a los sistemas de archivos remotos (capaz de manejar sftp://, webdav://, smb://, etc. cuando los backends relacionados de gvfs están instalados.)
- Miniaturas (thumbnails) para imágenes
- Gestión de escritorio - muestra los iconos de escritorio y fondos de pantalla
- Marcadores
- Es multilingüe
- Navegación con pestañas (similar a Firefox)
- Gestión de volumen (montaje / desmontaje / expulsión, requiere gvfs)
- Soporte de arrastrar y soltar
- Los archivos se pueden arrastrar entre pestañas
- Carga de directorios grandes en un tiempo razonable (más rápido de lo que algunos administradores de archivos conocidos)
- Soporte de asociación de archivos (aplicación por defecto)
- Proporciona vista de iconos, vista compacta, vista de lista detallada, y vista de miniatura
- Modo "root" . Permite la manipulación de archivos protegidos del sistema, previa autenticación como superusuario.